# وتسانو سول کروستولو
وتسانو سول کروستولو (به ایتالیایی: Vezzano sul Crostolo) یک کومونه در ایتالیا است که در استان رجو امیلیا واقع شده‌است. وتسانو سول کروستولو ۳۷٫۶ کیلومتر مربع مساحت و ۴٬۲۴۶ نفر جمعیت دارد و ۱۶۶ متر بالاتر از سطح دریا واقع شده‌است.